# Неосталинизм

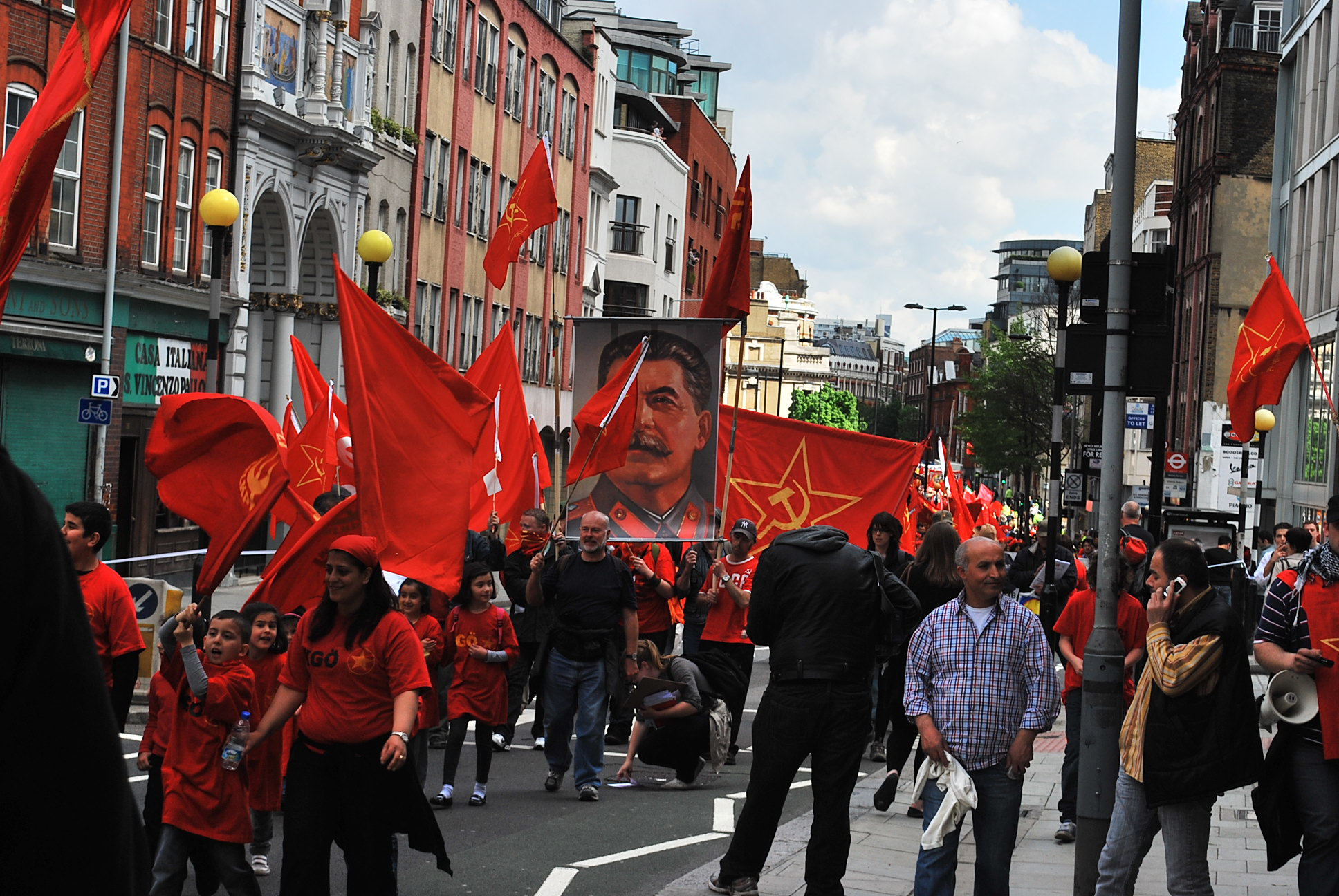
Первомайское шествие c портретом Сталина в Лондоне, 2010 год

Неосталинизм — сталинизм, приспособленный к современным условиям. Этим политологическим термином характеризуют режим в СССР (и аналогичные режимы союзных государств) конца 1960-х — середины 1980-х годов. Обозначает также попытки исторической реабилитации личности и деятельности Иосифа Сталина.

## Толкование
Существуют различные толкования термина неосталинизм. Так, публицист и общественный деятель Рой Медведев предлагает использовать термин неосталинизм для описания следующих явлений: реабилитация культа личности Сталина, отождествление политического режима со сталинским (см. сталинизм), ностальгия по сталинскому периоду в истории России, попытки проведения сталинской политики, в частности, возвращения к политике террора, характерной для того периода. 

По мнению первого президента СССР Михаила Горбачёва, неосталинизм — умеренный вариант сталинского режима, без масштабных политических репрессий, но предполагающий травлю политических оппонентов и тотальный контроль над политической жизнью страны и любыми проявлениями политической активности в обществе.

## История термина
Американский последователь троцкизма Хэл Дрейпер использовал термин неосталинизм в 1948 году для обозначения новой политической идеологии — нового этапа в советской политике, которую он обозначил как реакционный тренд, начавшийся в период народных фронтов середины 1930-х годов. Драйпер писал, что идеологи неосталинизма — только небольшая часть феномена — фашизма и сталинизма — которая очерчивает общественные и политические формы неоварваризма.
По мнению Фредерика Коплстона, неосталинизм подразумевает определённый славянофильский интерес к России и её истории. То, что называют неосталинизмом, — не только стремление контролировать, подчинять, репрессировать и принуждать; неосталинизм — это ещё и проявление желания, чтобы Россия, воспользовавшись западной наукой и западными технологиями, избежала разложения, приняв ценности «вырождающегося» Запада, и следовала собственному пути развития.
Политический географ Дэннис Шоу рассматривает СССР как неосталинистское государство до 1985 года, когда началась перестройка. Он определяет неосталинизм как политическую систему с плановой экономикой и высокоразвитым военно-промышленным комплексом (ВПК).
В докладе ЦРУ США от 1969 года говорилось: «В течение 1960-х годов различие между сталинизмом и неосталинизмом определялось в следующем: советские лидеры не возвращаются к двум крайностям правления Сталина — единоличный диктат и массовый террор». По этой причине, утверждалось в докладе, политика советских лидеров после Сталина должна быть определена «скорее как неосталинизм, нежели сталинизм».
Американский литературовед Катерина Кларк описывает творчество неосталинистских писателей как «напоминание о сталинской эпохе и её лидерах как времени единства, сильной власти и народной гордости».

### Сталинизм и анти-сталинизм
В своей монографии «Переосмысление сталинизма» историк Генри Рейхман подвергает анализу различные перспективы применения термина сталинизм: «В свойственном исследователям применении понятие „сталинизм“, описываемый здесь как движение, является экономической, политической или социальной системой, в других случаях — типом политической деятельности или системой взглядов и убеждений…» Он ссылается на исследование историка Стивена Коэна, в котором тот подвергает пересмотру историю СССР после правления Сталина как «продолжающееся напряжение между анти-сталинским реформизмом и про-сталинским консерватизмом», отмечая, что такая характеристика требует ясного определения сталинизма. Однако Коэн оставляет неописанными фундаментальные черты сталинизма.

## Использование термина в отношении ряда государств
Некоторые социалисты утверждают, что современный Китай является неосталинистским государством. В западных источниках КНДР описывается как неосталинистское государство, хотя в Северной Корее идеология марксизма-ленинизма полностью замещена идеями чучхе с 1992 года, когда из новой конституции были полностью удалены ссылки на марксистско-ленинскую идеологию, сохранявшиеся в ней после первого принятия чучхе в качестве официальной идеологии в 1970-х годах.
Режим Сапармурата Ниязова в Туркменистане в конце ХХ — начале XXI столетия иногда обозначался в западной прессе как неосталинистский (особенно в том, что касалось культа личности Ниязова). Часто называют неосталинистским авторитарный (но не коммунистический) режим Ислама Каримова в соседнем Узбекистане.

## В СССР после Сталина
В феврале 1956 года в конце XX съезда КПСС советский лидер Никита Хрущёв разоблачил культ личности, окружавший его предшественника Иосифа Сталина, и осудил преступления, совершённые во время «Большого террора» («Ежовщины»). Хрущёв выступил с четырёхчасовой речью, осудив режим Сталина, однако выступление критиковали за сильно преувеличенные заявления и сфабрикованные обвинения. Историк Роберт Дэниэлс придерживается мнения, что неосталинизм играл основную роль на советской политической сцене ещё четверть века после смерти Сталина.
Следуя троцкистскому пониманию политики Сталина как отклонения от марксизма-ленинизма, Джордж Новак описывал политику Хрущёва как следование неосталинистской линии, предполагающей, что силы социалистов могут подавить оппозицию даже в центрах империализма, не благодаря внутренней силе пролетариата, но под воздействием внешней силы советского примера. Новак поясняет:
Нововведения, объявленные Хрущевым на XX съезде… придали официальный статус сталинской ревизионистской практике (как) новой программе, отказывающейся от ленинской концепции борьбы класса революционеров против сил империализма.
В американских радиотрансляциях в Европе в конце 1950-х годов говорилось о политической борьбе между «старыми сталинистами» и «неосталинистом Хрущёвым».
Частью системы идеологического свёртывания оттепели был процесс «ресталинизации» — подспудной реабилитации Сталина. Сигнал был подан на торжественном заседании в Кремле 8 мая 1965 года, когда Брежнев впервые после многолетних умолчаний под аплодисменты зала упомянул имя Сталина. В конце 1969 года, к 90-летнему юбилею Сталина, серый кардинал Михаил Суслов организовал ряд мероприятий по его реабилитации и был близок к цели. Однако резкие протесты интеллигенции, включая её приближённую к власти элиту, заставили Брежнева свернуть кампанию.
Andres Laiapea пишет, что «реабилитация Сталина происходила параллельно с установлением культа личности Брежнева». Политический социолог Виктор Заславский характеризует брежневский период как один из «неосталинистских компромиссов», когда сохранялись основные элементы политической атмосферы, связанной со Сталиным, без установления культа личности. По словам Александра Дубчека, "наступление брежневского режима ознаменовало приход неосталинизма, и меры, предпринятые против Чехословакии в 1968 году, ознаменовали окончательную консолидацию неосталинистских сил в СССР, Польше, Венгрии и других странах. Брежнев описывал политический курс Китая как «неосталинистский». Американский политолог Северин Бялер охарактеризовал политику СССР как поворот к неосталинизму после смерти Брежнева.
Михаил Горбачёв, придя к власти в СССР в марте 1985 года, провозгласил политику гласности в общественных дискуссиях. В 2000 году Горбачёв признал, что «даже сейчас в России у нас та же проблема. Не так легко избавиться от наследия, которое мы получили от сталинизма и неосталинизма, когда люди были маленькими винтиками в большой машине, которая всё решала за них». Тем не менее, в некоторых западных источниках внутренняя политика Горбачёва была охарактеризована как неосталинистская.

## В современной России

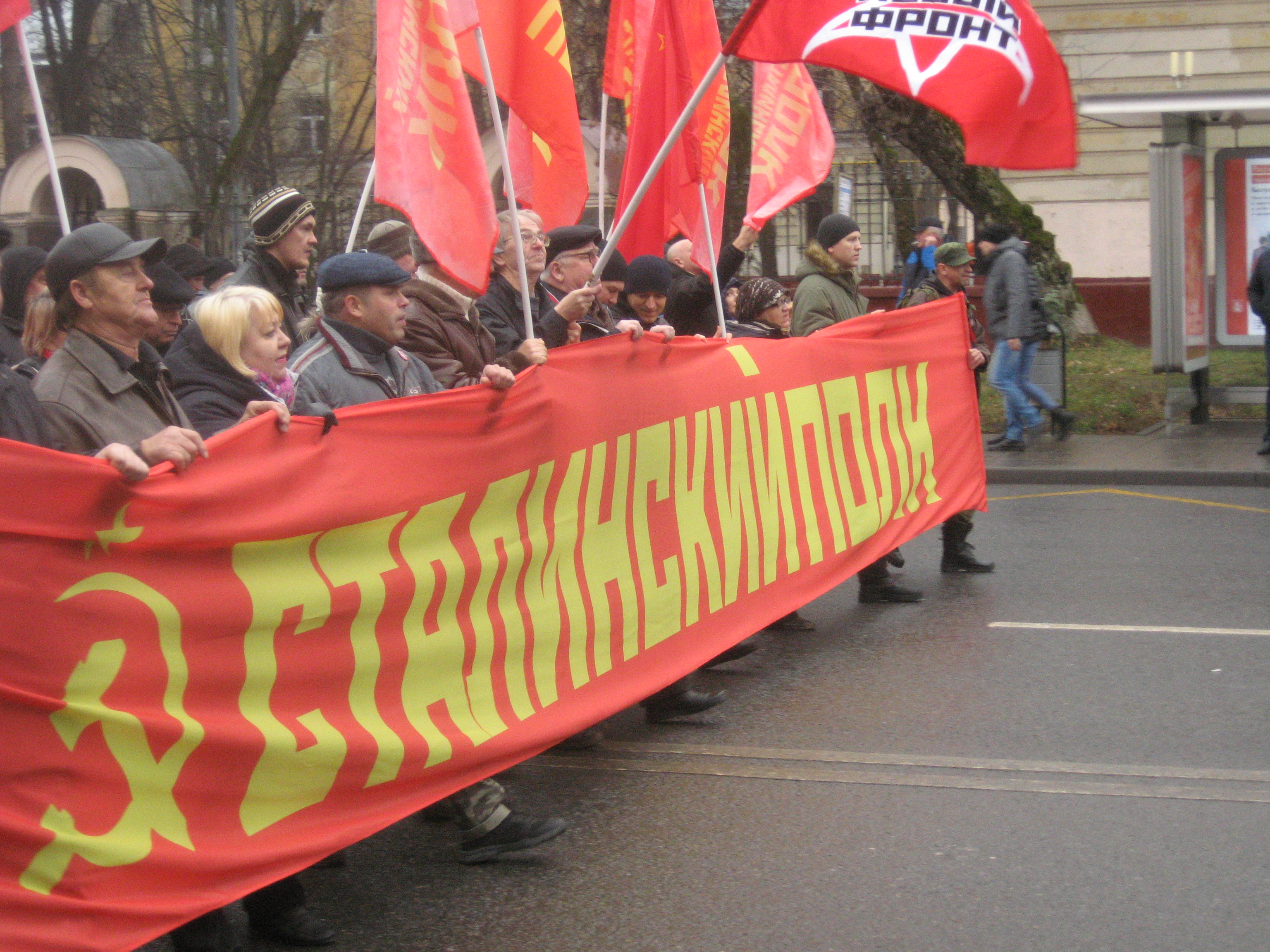
«Русский марш» в 2019 году в Москве

Социологические опросы фиксируют рост популярности личности Сталина у россиян. Так, ещё в 2019 году уровень одобрения его деятельности побил исторический рекорд. По данным ВЦИОМ Иосиф Сталин входит в тройку наиболее выдающихся личностей прошлого. Среди российских правителей Сталин также занимает 3-е место по популярности (65 % опрошенных оценивают его роль положительно), уступая только Петру I и Екатерине II.
Однако, оценки перестают быть столь однозначными, если рассмотреть деятельность Сталина по разным направлениям. Так, россияне ассоциируют имя Сталина с победой в Великой Отечественной войне и ценят его вклад, как Верховного главнокомандующего. При этом они осведомлены о сталинских репрессиях, считают их несправедливыми и преступными. Попытки увековечивания памяти о Сталине также встречают полярные настроения. Например, в начале 2023 года, ВЦИОМ проводил опрос о переименовании Волгограда в Сталинград среди местных жителей. Большинство волгоградцев высказались против.
В декабре 2023 года в Барнауле при участии краевого отделения коммунистической партии «Коммунисты России» (КПКР) был открыт «Сталин-центр». Как отмечает руководитель отделения партии Сергей Матасов, проект создан как «площадка для обсуждения, это площадка для сохранения нашей истории, это площадка для сохранения памяти». Центр имеет обширную историческую экспозицию с предметами эпохи, венцом которой стал отреставрированный бюст Сталина.